# IGK@
O IGK@ ou locus kappa da imunoglobulina (também chamado IGK) é uma região do cromossoma 2 humano que contém genes que codificam a cadeia leve kappa (κ) de anticorpos (ou imunoglobulinas).
Nos humanos a cadeia κ é codificada pelos segmentos genéticos V (variável), J (de acoplamento) e C (constante) desta região. Estes genes sofrem a recombinação V(D)J para gerar um amplo repertório de imunoglobulinas.

## Genes
O locus kappa de imunoglobulina contém os seguintes genes:
- IGKC: imunoglobulina kappa constante
- IGKJ@: imunoglobulina kappa grupo de acoplamento
  - IGKJ1, IGKJ2, IGKJ3, IGKJ4, IGKJ5
- IGKV@: inmunoglobulin kappa grupo variável
  - IGKV1-5, IGKV1-6, IGKV1-8, IGKV1-9, IGKV1-12, IGKV1-16, IGKV1-17, IGKV1-27, IGKV1-33
  - IGKV1D-8, IGKV1D-12, IGKV1D-13, IGKV1D-16, IGKV1D-17, IGKV1D-22, IGKV1D-27, IGKV1D-32, IGKV1D-33, IGKV1D-39, IGKV1D-43
  - IGKV2-24, IGKV2-28, IGKV2-30, IGKV2-40
  - IGKV2D-26, IGKV2D-28, IGKV2D-29, IGKV2D-30, IGKV2D-40
  - IGKV3-11, IGKV3-15, IGKV3-20
  - IGKV3D-7, IGKV3D-11, IGKV3D-20
  - IGKV4-1
  - IGKV5-2
- e vários segmentos não funcionais e pseudogenes